# The Long Blondes
The Long Blondes waren eine fünfköpfige englische Indie-Rock-Band aus Sheffield, die 2003 von Dorian Cox (Leadgitarre und Keyboard), Reenie Hollis (bürgerlicher Name Kathryn Hollis) (Bass und Backgroundgesang), Emma Chaplin (Rhythmusgitarre, Keyboard und Backgroundgesang), Kate Jackson (Gesang) und Screech Louder (bürgerlicher Name Mark Turvey, Schlagzeug) gegründet wurde.
Nach mehreren Singles, die von der Kritik positiv aufgenommen wurden, erschien das Debütalbum Someone to Drive You Home im November 2006 auf Rough Trade Records. Ihr zweites Album, „Couples“, veröffentlichten die Long Blondes im April 2008. Am 20. Oktober 2008 gab die Band auf ihrer Website bekannt, dass sie sich aufgrund einer unerwarteten Erkrankung ihres Leadgitarristen und wichtigsten Songschreibers Dorian Cox auflösen werde. Am selben Tag erschien ihre letzte Veröffentlichung, die Kompilation “Singles”.

## Geschichte
Die Band wurde 2003 in Sheffield gegründet. Ihre Mitglieder studierten alle an der örtlichen Universität oder hatten dort studiert. Auf ihrer Website erschien folgendes Zitat, das die Band vorstellen sollte: “Our shared influences include The Mael Brothers, Marx Brothers and The Bewlay Brothers. We do not listen to The Beatles, The Rolling Stones, Jimi Hendrix, The Doors or Bob Dylan. We chose an instrument each and learnt to play it.” (deutsch: „Zu unseren gemeinsamen Einflüssen gehören die Mael-Brüder, die Marx Brothers und The Bewlay Brothers. Wir hören weder die Beatles, noch die Rolling Stones, Jimi Hendrix, The Doors oder Bob Dylan. Jeder von uns hat sich ein Instrument ausgesucht und gelernt, es zu spielen.“) Die Band gab an, die ursprüngliche Idee für die Long Blondes sei es gewesen, eine Fantasy-Popgruppe zu bilden: “Nico, Nancy Sinatra, Diana Dors and Barbara Windsor. Sexy and literate, flippant and heartbreaking all at once.” (deutsch: „Nico, Nancy Sinatra, Diana Dors und Barbara Windsor. Sexy und belesen, frivol und herzzerreißend auf einmal.“).

### Erste Singles
Im Juli 2004 veröffentlichten The Long Blondes ihre Debütsingle New Idols auf dem lokalen Label Thee Sheffield Phonographic Corporation. Es folgten die Singles Autonomy Boy und Giddy Stratospheres. Zwei weitere Singles folgten 2005: Appropriation (By Any Other Name) und Separated By Motorways, wobei die zweite von Paul Epworth auf seinem Label Good & Evil veröffentlicht wurde. Diese Veröffentlichungen wurden von der Kritik positiv aufgenommen und von wachsendem Medieninteresse begleitet.
Im Februar 2006 erhielt die Band, immer noch ohne Plattenvertrag, den NME Philip Hall Radar Award, den in den vorhergehenden Jahren Franz Ferdinand und die Kaiser Chiefs gewonnen hatten. The Guardian und Vogue nannten die Long Blondes die beste Band ohne Plattenvertrag im Vereinigten Königreich. Ohne Plattenvertrag arbeiteten die Bandmitglieder in verschiedenen Jobs, um Geld zu verdienen: Jackson verkaufte Vintage-Kleidung auf eBay, Cox arbeitete in der Jura-Fakultät der University of Sheffield, Hollis im Fachbereich Medienwissenschaften eines Colleges, Chaplin in einer Kunstbibliothek in Leeds und Louder im Home Office.

### Someone to Drive You Home
Am 13. April 2006 wurde die Long Blondes von Rough Trade Records unter Vertrag genommen und begannen gemeinsam mit Steve Mackey, dem Bassisten von Pulp, ihr Debütalbum aufzunehmen. Die Singles Weekend Without Makeup (Veröffentlichung im Juli) und Once and Never Again (am 23. Oktober) erschienen bereits vor dem Album. Once and Never Again stieg auf Platz 30 der britischen Singlecharts ein und wurde vom NME als 15.bester Song des Jahres benannt.
Das Album, Someone to Drive You Home, wurde im November 2006 veröffentlicht. Die Musik wurde dabei von der Band gemeinsam komponiert, während die Texte überwiegend von Cox stammten. Die Kritik nahm das Werk größtenteils positiv auf, so sprach der NME von „perfekt gespieltem Fantasy-Pop“ und vergab 9 von 10 Punkten. Kritiken nahmen auf die vorherrschenden Themen des Albums Bezug: Außenseiterdasein, Bezüge zur Populärkultur der 1950er und 1960er und die weibliche Sicht auf Beziehungen. Andere Kritiken erwähnten auch die zahlreichen Einflüsse, so schrieb zum Beispiel The Guardian “if talent borrows but genius steals … the Long Blondes should be taking their Mensa tests” (deutsch: „wenn Talent ausleiht und Genie stiehlt, dann sollten die Long Blondes den Aufnahmetest von Mensa ablegen“) und verglich den Stil des Albums mit dem von Franz Ferdinand und der 1980er-Indiepopband The Flatmates. Die Besprechung in Uncut fiel hingegen weniger freundlich aus und empfahl, die Band brauche einen rücksichtslosen Pop-Produzenten, der ihnen den unansehnlichen Indipop austreiben könne, wie Blondie Mike Chapman gebraucht habe und ABC Trevor Horn. (Originalzitat: „they need to hook up with a ruthless pop producer, one who can coax them out of their indie-pop dowdiness – like Blondie needed Mike Chapman, like ABC needed Horn.“) Im Sommer 2006 trat die Band bei mehreren Festivals auf, darunter auch beim Carling Weekend. Im folgenden Jahr spielten sie beim Glastonbury Festival.

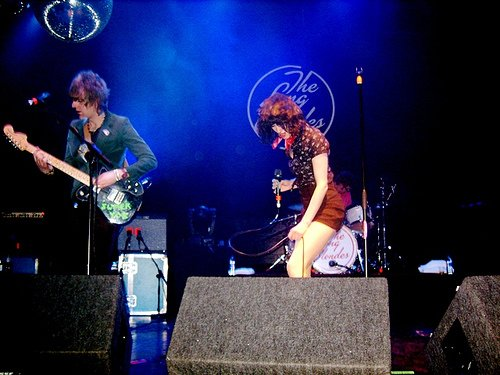
The Long Blondes live at the London Astoria, 2007

### „Couples“und„Singles“
Nach einer ausgedehnten Europatournee begannen die Long Blondes im Oktober 2007 gemeinsam mit Produzent Erol Alkan die Arbeit an ihrem zweiten Album. Alkan hatte mit den Long Blondes schon bei mehreren B-Seiten wie Five Ways to End It und Fulwood Babylon zusammengearbeitet, deren Stil sich am Dance-Genre anlehnte. Der Titel des neuen Albums, “Couples” wurde im Dezember 2007 bekannt gegeben. Vor der Veröffentlichung gestaltete jedes Bandmitglied ein Video, das die persönliche Inspiration zu “Couples” erklärte. Nach Aussage der Band kamen Einflüsse aus dem Revival des Italo Disco mit Bands wie Glass Candy und Labels wie Italians Do It Better und von Abba. Cox sagte, die Abba-Videos hätten etwas sehr unschuldiges, irgendwie lustig, futuristisch und gleichzeitig altmodisch und so sähen die Long Blondes auch die Musik auf ihrem neuen Album. (Originalzitat: “… there’s something really innocent about Abba videos … really kinda funny, futuristic but old fashioned at the same time and that’s how we see our music on this album.”)
“Couples” erschien am 7. April 2008, nachdem die erste Single, Century bereits am 24. März erschienen war. Das Album erreichte Platz 48 in den britischen Albumcharts und wurde im Allgemeinen von der Kritik gut aufgenommen. Click Music gab dem Album 4,5 von 5 Punkten und nannte es einen aussichtsreichen Kandidaten für das Album des Jahres. Der Guardian vergab 4 Sterne und merkte an, der Stil habe sich geändert und einige Lieder ähnelten der Hochglanzperfektion von Kylie Minogues Confide in Me. Die Kritik im NME war gemischt, das Album sei nicht furchtbar, aber enttäuschend: „wo sie einst von der Langeweile der Vororte sangen, die vom Nervenkitzel der Flucht durchbrochen wurde, klinge sie heute so, als würden sie gerne genau da bleiben, wo sie sind“. Die nächste Singleauskopplung nach Century war Guilt.
Am 9. Juni 2008 gab die Band auf ihrer Website bekannt, dass Cox erkrankt und ins Krankenhaus gebracht worden sei und sie daher alle Live-Auftritte bis Ende Juli absagen müssten. Zu den abgesagten Terminen gehörten Auftritte als Support von Duran Duran im Birmingham NIA und in der O2 Arena in London sowie bei Glastonbury Festival.
Auf “Couples” folgte eine Kompilation der frühen Singles der Band, die am 20. Oktober 2008 unter dem Namen “Singles” auf Angular Records veröffentlicht wurde. Unter den zwölf Liedern des Albums war neben den frühen Singles auch ein neuer Song, Peterborough und Separated by Motorways in der Demo-Version. Das Magazin Artrocker wählte “Singles” auf Platz 25 der besten Alben des Jahres 2008.

### Das Ende der Band und danach
Am 20. Oktober 2008 erschien auf der Website der Band die von Gitarrist Dorian Cox geschriebene Nachricht, dass die Band sich auflöse. Grund war der Schlaganfall, den Cox im Juni 2008 erlitten hatte. Diese Ankündigung kam am selben Tag, an dem “Singles” veröffentlicht wurde; auch das Albumcover enthielt die Nachricht vom Ende der Band. Der Guardian veröffentlichte einen Artikel mit dem Titel “Why music will miss the Long Blondes” (deutsch: „Warum die Musik die Long Blondes vermissen wird“) zur Auflösung der Band.
Dorian Cox musste nach seinem Schlaganfall die Benutzung seines linken Arms und seiner linken Hand erst wieder erlernen. Lange war unklar, ob er wieder Gitarre spielen können würde. Später gründete er mit anderen Musikern eine neue Band namens Unmade Bed.
Auch die anderen Bandmitglieder machen weiter Musik: Kate Jackson begann, gemeinsam mit dem Produzenten und ehemaligen Suede-Gitarristen Bernard Butler an eigenen Songs zu arbeiten. Das angekündigte Album ist bisher nicht erschienen, sondern lediglich einzelne Songs auf der Soundcloud-Seite von Jackson. Sie tritt gelegentlich mit der von ihr gegründeten Kate Jackson Group auf. Reesie Hollis und Screech Louder gründeten die Band The Bon Bon Club, mit der sie andere Bands covern. Die erste Single der Band erschien im Juni 2008. Hollis spielt außerdem bei Nature Set, die 2011 ihre erste Single auf elephant Records veröffentlichten.

## Stil

### Einflüsse
In den Songs der Long Blondes spiegelt sich eine ganze Reihe von Einflüssen, darunter der Pop der 1960er, Buzzcocks, The Fall, die Ramones, Suede, Post-Punk und New Wave.
In einem Interview 2005 nannten die einzelnen Bandmitglieder ihre Einflüsse und Lieblingsbands. Für Chaplin waren dies The Smiths, The Sweet und The Jesus and Mary Chain. Hollis zählte Belle and Sebastian, das Electric Light Orchestra und die Eagles auf. Cox nannte Abba und The Fall. Louders Lieblingsbands waren Scott Walker, The Slits und Captain Beaky, während Jackson The Smiths, The Fall, Nancy Sinatra und Lee Hazlewood nannte.

### Intertextuelle Bezüge
Die Long Blondes sind dafür bekannt, sich in ihrer Musik auf Filme, Sänger, Starlets und Künstler zu beziehen. Screech Louder sagte, dass Alfred Hitchcock eine große Inspiration für die Bezüge auf Filme gewesen sei. Er sagte “the whole film noir thing is very important because it’s stylish but there’s depth to it as well” (deutsch: „diese ganze film-noir-Sache ist wichtig, weil sie stylish ist, aber auch Tiefe hat“).

#### Texte
Einige Songs sind Hommagen an Filme oder bekannten Personen. Beispielsweise ist Appropriation (By Any Other Name) eine Hommage an den Hitchcock-Film Vertigo (1958). Erin O’Connor ist eine Hommage an Erin O’Connor, ein englisches Model. Weiterhin wurde Madame Ray durch die Fotografin Lee Miller inspiriert, welche die Muse von Man Ray war. Melville Farr basiert auf Dirk Bogardes Rolle in dem britisch Film Victim von 1961 und Only Lovers Left Alive trägt den Namen eines Science-Fiction-Romans von Dave Wallis.
In zahlreichen Songs werden Personen der Popkultur erwähnt: Der britische Dartspieler Bobby George und der Kommentator Sid Waddell in Darts, Hattie Jacques und Peter Rogers, Star und Produzent von Carry On, in Five Ways To End It, Greta Garbo in Never To Be Repeated und Scott Walker sowie C.C. Baxter, eine Figur aus The Apartment, in You Could have Both. Weiterhin tauchen in Lust in The Movies eine Reihe von Underground-Schauspielerinnen wie Edie Sedgwick, Arlene Dahl und Anna Karina auf.
Einige Lieder enthalten auch Zitate aus verschiedenen Quellen. So hatte die Band bei den Aufnahmen zu I Liked The Boys eine Aufzeichnung alter Radiosendungen von Terry Wogan gefunden und beschlossen, diese zu verwenden. Die Liedzeile “Not the most original sentiment I’ve ever heard, so what’s new” stammt von Wogan. Die letzte Zeile in „I’m Going To Hell“ stammt von Peter Sellers. Das wiederholte „Nag nag nag“ in Lust in the Movies nimmt den gleichen Text aus dem Song Nag Nag Nag von Cabaret Voltaire auf. In Swallow Tattoo zitieren sie mit “you fill me with inertia” eine Parodie-Band aus dem Film Mephisto ’68 und im selben Lied auch Morrisseys Song My Love Life.

#### Artwork
Nicht nur in der Musik von den Long Blondes, sondern auch im Artwork ihrer Veröffentlichungen finden sich Bezüge zu und Beiträge von zahlreichen anderen Künstlern. In ihrem Promovideo zu “Couples” nannte Jackson Richard Hamilton, Videos von Abba, Lee Miller und Le Corbusier als Inspirationsquelle für das Albumcover. Zwei Frontcover von Weekend Without Makeup stammen von Diana Dors, genauso wie das Cover von New Idols. Das Frontcover von Someone To Drive You Home malte Sängerin Kate Jackson selbst, es stellt Faye Dunaway vor ihrem Fluchtwagen, einem Ford Cortina, in dem Film Bonnie und Clyde dar. Das Gemälde im Inneren des Albums zeigt Nicolas Cage und Laura Dern im Film Wild At Heart. Weiterhin malte Jackson für die CD-Single und die 7-Zoll-Platte von Appropriation (By Any Other Name) zwei Porträts, die Kim Novaks beide Rollen in Vertigo zeigen, nämlich Madeline Elster und Judy Barton.

## Diskografie

### Studioalben
| Jahr | Titel                     | Höchstplatzierung, Gesamtwochen, AuszeichnungChartsChartplatzierungen (Jahr, Titel, Platzierungen, Wochen, Auszeichnungen, Anmerkungen) | Anmerkungen                            |
| Jahr | Titel                     | UK | Anmerkungen                            |
| ---- | ------------------------- | --- | -------------------------------------- |
| 2006 | Someone to Drive You Home | UK44 (2 Wo.)UK | Erstveröffentlichung: 6. November 2006 |
| 2008 | Couples                   | UK48 (1 Wo.)UK | Erstveröffentlichung: 7. April 2008    |

Kompilationen
- 2008: Singles

### Singles
| Jahr | Titel Album                                      | Höchstplatzierung, Gesamtwochen, AuszeichnungChartsChartplatzierungen (Jahr, Titel, Album, Platzierungen, Wochen, Auszeichnungen, Anmerkungen) | Anmerkungen                            |
| Jahr | Titel Album                                      | UK | Anmerkungen                            |
| ---- | ------------------------------------------------ | --- | -------------------------------------- |
| 2005 | Appropriation (By Any Other Name)                | UK83 (1 Wo.)UK | Erstveröffentlichung: 13. Juni 2005    |
| 2006 | Weekend Without Makeup Someone to Drive You Home | UK28 (2 Wo.)UK | Erstveröffentlichung: 26. Juni 2006    |
| 2006 | Once and Never Again Someone to Drive You Home   | UK30 (3 Wo.)UK | Erstveröffentlichung: 23. Oktober 2006 |
| 2007 | Giddy Stratospheres Someone to Drive You Home    | UK37 (2 Wo.)UK | Erstveröffentlichung: 5. Februar 2007  |

Weitere Singles
- 2004: New Idols
- 2004: Autonomy Boy
- 2005: Separated by Motorways
- 2008: Century
- 2008: Guilt

## Auszeichnungen
The Long Blondes erhielten 2006 den Philip Hall Radar Award bei den NME Awards, der für aufstrebende Talente vergeben wird und den in den vorhergehenden Jahren die Kaiser Chiefs und Franz Ferdinand erhalten hatten, die anschließend sehr erfolgreich wurden.